# Cholamballi, Tumkur
Cholamballi là một làng thuộc tehsil Tumkur, huyện Tumkur, bang Karnataka, Ấn Độ.